# Nejvyšší tajná rada

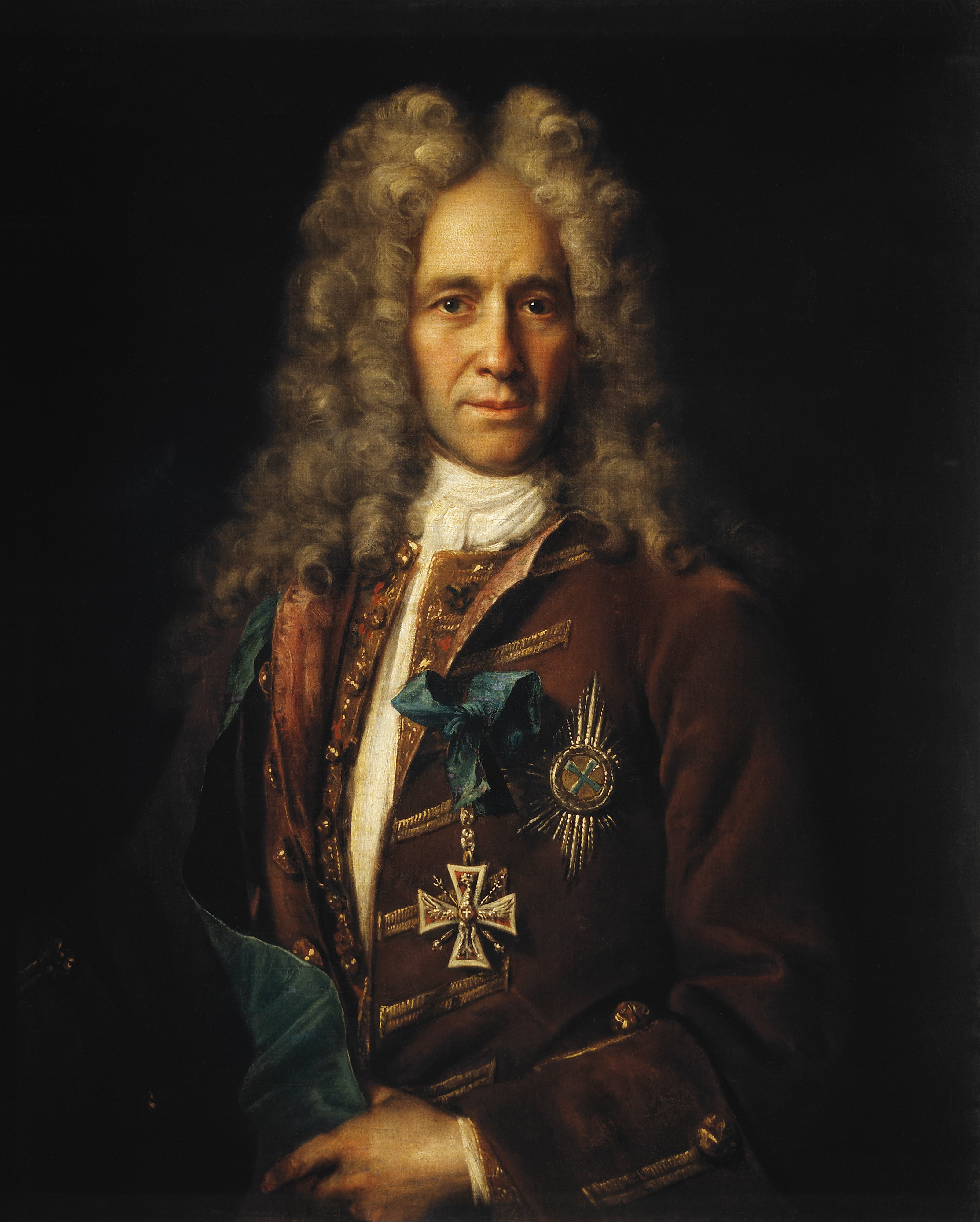
Gavriil Ivanovič Golovkin

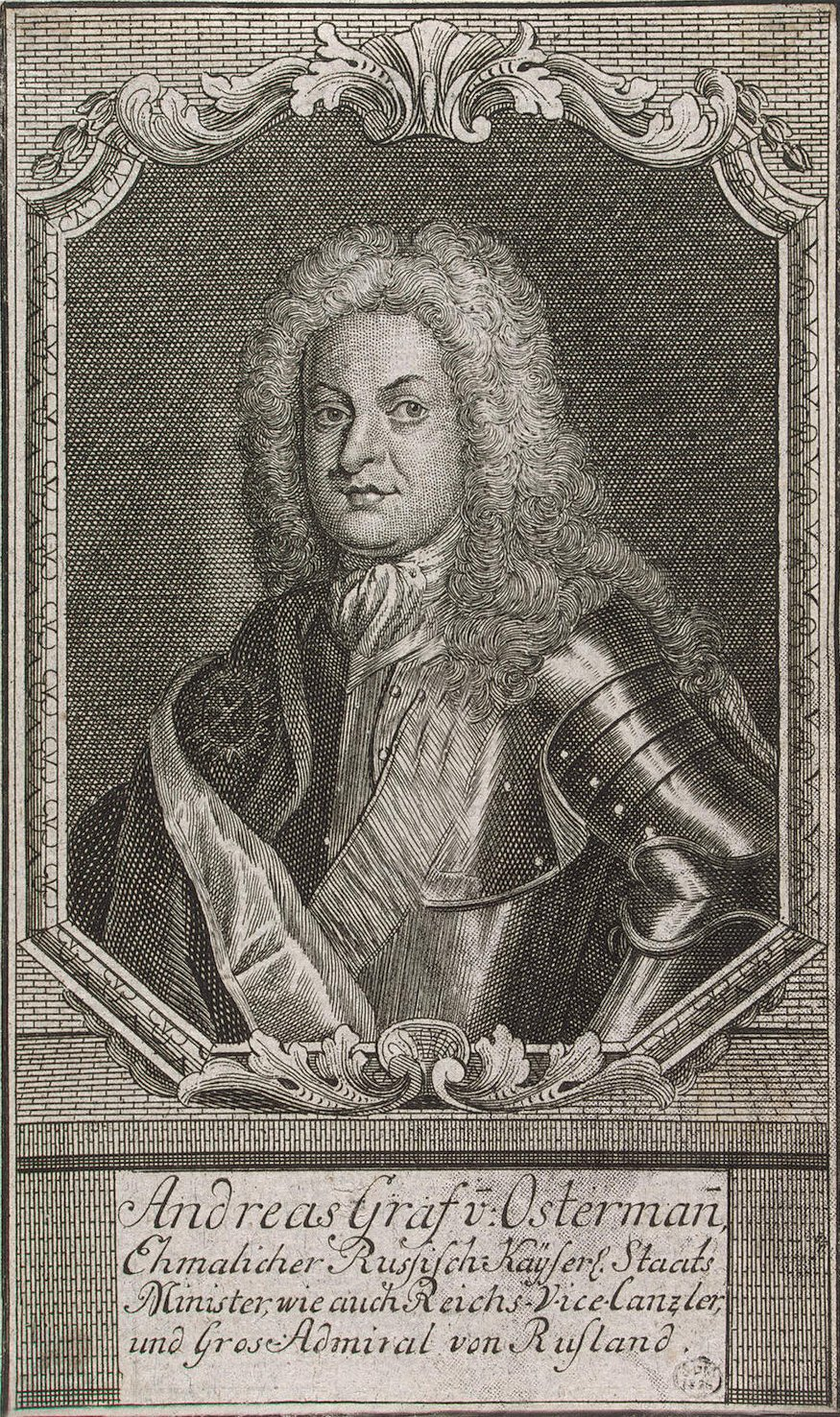
Andrej Ivanovič Ostermann

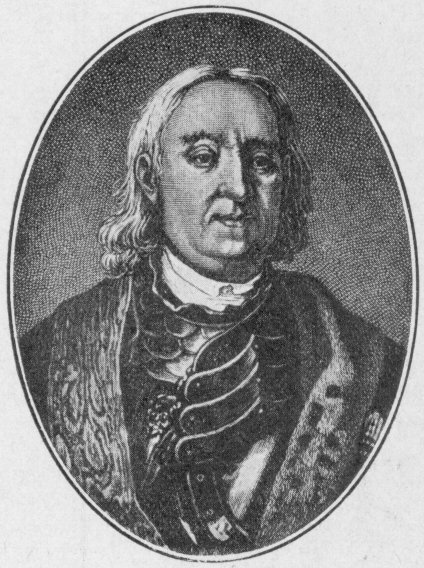
Fjodor Matvějevič Apraxin

Nejvyšší tajná rada (rusky: Верховный тайный совет) byl v letech 1726-1730 nejvyšší orgán výkonné moci v Ruském impériu

## Historie
Radu, jako svůj poradní orgán, založila carevna Kateřina I. dne 19. února 1726.
Původně měla rada 6 členů: 
- Alexandr Danilovič Menšikov
- Fjodor Matvějevič Apraxin
- Gavriil Ivanovič Golovkin
- Andrej Ivanovič Ostermann
- Piotr Alexandrovič Tolstoj
- Dmitrij Michajlovič Golicyn

O několik měsíců později se k nim připojil ještě carevnin zeť, Karel Bedřich, vévoda Holštýnsko-Gottorpský, ale v radě stále dominoval Alexandr Menšikov .
V roce 1730 kuronský vévoda Arnošt Jan Biron carevně Anně doporučil, aby radu rozpustila. Místo ní později vznikla Státní rada Ruského impéria, vytvořená v roce 1762 carem Petrem III.